# Reprezentacja Andory na Mistrzostwach Świata w Narciarstwie Alpejskim 2011
Andorę na Mistrzostwach Świata w Narciarstwie Alpejskim 2011 w Garmisch-Partenkirchen reprezentowało trzech sportowców (2 mężczyzn, kobieta). Nie zdobyli oni żadnego medalu.

## Reprezentanci
Mężczyźni
Kevin Esteve Rigail
- Kombinacja alpejska – 21. miejsce

Roger Vidosa
- Supergigant – 29. miejsce
- Zjazd – nie ukończył
- Kombinacja alpejska – 28. miejsce
- Slalom gigant – 40. miejsce
- Slalom – 32. miejsce

Kobiety
Mireia Gutiérrez
- Kombinacja alpejska – nie ukończyła
- Slalom gigant – nie ukończyła
- Slalom – nie ukończyła